# مفارقة الشنق اللامتوقع
مفارقة الشنق اللامتوقع وتعرف أيضاً باسم مفارقة الامتحان اللامتوقع أو مفارقة الامتحان المفاجئ أو مفارقة التنبؤ وهي مفارقة تتعلق بتوقعات المرء عن توقيت حدث مستقبلي (مثل شنق سجين أو امتحان مدرسي) والذي تم اخباره أنه سيحدث في وقت غير متوقع.
لايوجد إجماع على الطبيعة المحددة لهذه المفارقة، رغم الاهتمام الأكاديمي الكبير، ونتيجة لذلك لم يتم التوصل حتى الآن إلى حل «صحيح» نهائي. إحدى طرق تحليل هذه المفارقة والتي تم تقديمها من المدرسة المنطقية للأفكار، تقول بأن المشكلة تظهر في عبارة تناقض ذاتها وذات مرجعية ذاتية. طريقة أخرى تم تقديمها من المدرسة المعرفية للأفكار، تقول بأن مفارقة الشنق غير المتوقع هي مثال عن المفارقات المعرفية لأنها تعتمد على مفهومنا عن المعرفة. على الرغم من أن هذه المفارقة تبدو بسيطة، فإن التعقيدات الكامنة فيها أدت إلى أن تكون «مشكلة مهمة» للفلسفة.